# Hiscila
En la mitología griega Hiscila (en griego Ἴσχυλλα), tan sólo mencionada en una fuente tardía, era una princesa de Ftía e hija del rey epónimo Mirmidón. Por el héroe tesalio Tríopas fue madre de Forbante. Se dice que este Forbante auxilió a los habitantes de Rodas, que sufrían los ataques de una serpiente de inmensas proporciones.
El nombre Hiscila es un hápax, propio de los textos corruptos de Higino. Probablemente se haya formado a partir de la vinculación de Forbante y Escila, citados juntos como padre e hija en las Grandes Eeas (fr. 62, Hesíodo); concretamente en un escolio a Apolonio de Rodas IV 828. 